# IC 1446
IC 1446 је спирална галаксија у сазвјежђу Водолија која се налази на листи објеката дубоког неба у Индекс каталогу.
Деклинација објекта је - 1° 11' 3" а ректасцензија 22h 29m 4,6s. Привидна величина (магнитуда) објекта IC 1446 износи 15,1 а фотографска магнитуда 15,9. IC 1446 је још познат и под ознакама NPM1G -01.0563, PGC 192446.